# Ніоба
Ніоба, також Ніобе́я (грец. Νιόβη) — дочка фригійського царя Тантала, і Діони (або Евріанасси), або дочка Тайгет дружина фіванського володаря Амфіона, сестра Пелопа.

## Ніоба в давньогрецьких міфах
Її батько був правителем міста поблизу Маніши у сучасному Егейському регіоні, яке називалося "Тантал", "Місто Тантала" чи "Сіпіус". Місто знаходилося у підніжжя гори Сіпіус і його руїни бачили на початку першого століття нашої ери, але деякі сліди залишились і до сьогодні. За свідченнями Плінія, Тантал був знищений землетрусом і на його місці потім звели місто Сіпій.
Чоловік Ніоби, Амфеон, був сином Зевса і Антіопи, Зевсової сестри-близнючки, правительки Себесу. Амфіон став чудовим співаком і музикантом після того, як його коханець Гермес навчив його грати і подарував йому золоту ліру. Амфіон одружився з Ніобою, дочкою Тантала, Лідійського царя.
Ніоба запишалася своїми дітьми — Ніобідами і надумала зрівнятися з Лето, у якої були лише двоє дітей: Аполлон і Артеміда. Близька подруга Лето. Стала говорити, що вона плодовитіша ніж богиня Лето, і та розгнівалася.( За міфом Гомера: одного разу дочка сліпого віщуна Тіресія, віща Манто, проходячи вулицями семибрамних Фів, закликала всіх фіванок принести жертви Латоні та її дітям-близнятам: золотокудрому, далекоразя-щому Аполлону і незайманій Артеміді. Почувши поклик Манто, фіванки пішли до вівтарів богів, прикрасивши голови лавровими вінками. Одна лише Ніоба, горда з своєї могутності і посланого їй богами щастя, не хотіла йти приносити жертви Латоні.)
Або стала говорити, що її діти були найкращими з людей. Відомості про кількість дітей Ніоби розходяться. Найпопулярнішою стала версія про 7 синів і 7 дочок (за Гесіодом, 10 синів і 10 дочок або 9 і 10; по Гомеру — 6 синів та 6 дочок, те ж у Ферекіда; за Гелланіком — 4 сина та 3 дочки (схолії до Евріпіда), за Геродором — 2 сини і 3 доньки (Аполлодор); по Ласу — 7 і 7, за Алкманом всього 10, за Сапфо 9 синів і 9 дочок, відповідно до Мімнерма і Піндара — 20). За Вакхілідом, 10 синів і 10 дочок. Ще про них писали Гелланік і Ксанф. Овідій називає імена 7 синів Ніоби, але не імена дочок.

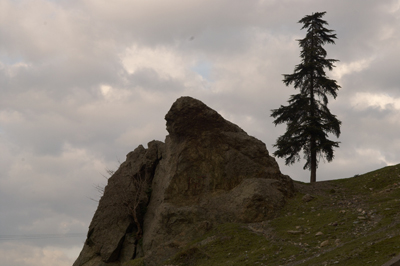
Камінь, на який згідно з міфом обернулася Ніоба

Роздратована зарозумілістю Ніоби, Лето звернулася до своїх дітей такими словами:
- Тяжко образила мене, вашу матір, горда дочка Тантала. Вона не вірить, що я богиня! Мене не визнає Ніоба, хоч тільки перед великою дружиною Зевса, Герою, поступаюсь я могутністю і славою. Невже ви, діти, не помститесь за цю образу? Адже коли ви залишите Ніобу без відплати, то перестануть люди шанувати мене і зруйнують мої вівтарі. Адже й вас образила дочка Тантала. Вона рівняє вас, безсмертних богів, із своїми смертними дітьми. Вона така ж зневажлива, як і її батько Тантал!
 Перебив свою матір стріловержець Аполлон:
 — О, кінчай швидше! Не говори більше нічого! Адже своїми скаргами ти віддаляєш кару!
 — Досить! Не говори! — вигукнула й гнівна Артеміда.
Діти Лето своїми стрілами знищили всіх дітей кривдниці. Артеміда вбила всіх дочок Ніоби в її власному будинку, а синів, що полювали на схилах Кіферона, вбив Аполлон. За деяким авторам, ще 1 син і 1 доньку врятувалися. За трагедією, сини були вбиті, полюючи на Сіпілі, а дочки — в палаці, крім Хлоріди. Аполлодор твердить, що сини були вбиті під час спортивних змагань, а дочки — біля могили своїх братів (Овідій). Амфіон, довідавшись про загибель дітей, трупи яких були поховані лише десятого дня, заподіяв собі смерть.
Дев'ять днів лежали вони непоховані; нарешті на десятий були віддані землі богами, бо Зевс обернув серця людей у камінь. Ніоба від горя обернулася в камінь і у вічній тузі проливала сльози за загиблим потомством. Після смерті дітей Ніоба прийшла в Сіпіл до свого батька Тантала і там перетворилася на камінь, який плаче вдень і вночі Згадана в «Іліаді», перетворена на камінь на Сіпилі, за Гомером, в камінь були перетворені і інші люди, так що не було кому поховати дітей Ніоби.
Така версія цього міфу у Гомера. Багато поетів після нього користувалися цим сюжетом, оспівуючи «грец. Νιόβης πάθη», тобто, «страждання Ніоби». Особливо драматичне сказання про Ніобу викладено в Овідія. За версією міфу, прийнятого Овідієм, Ніоба після перетворення в камінь була віднесена вихором на рідній Сіпіл, де кам'яна статуя її зрослася з вершиною Фригійської гори. Ще в давнину пояснювали цей міф тим, що дійсно вершина гори Сіпіла має форми людського тіла в зігнутому положенні (Павсанієм, I, 25, 5).
Грецький учений Павсаній (II ст. Н. Е..) Згадував:

Цю Ніоба я і сам бачив, піднявшись на гору Сіпіл; поблизу — це крута скеля, і що стоїть перед нею вона не показує ніякого вигляду жінки … якщо ж устати далі, то здасться, що ти зовсім ясно бачиш жінку яка плаче"

Могильні пам'ятники дітей Амфіон показували у Фівах, окремо синів, окремо дочок; а також золу від їх похоронного багаття. За тлумачення, Ніоба поставила на могилі дітей своє кам'яне зображення.
Дійова особа трагедії Есхіла «Ніоба» (фр.154-161 Радт), трагедії Софокла «Ніоба» (фр.441-448 Радт), Мелітона і невідомого автора «Ніоба».
До образу Ніоби, що став символом матері-страдниці, зверталося багато письменників і митців. Найвідоміша група «Ніоба з дітьми» роботи Копаса (в римській копії), яка зберігається у Флоренції. У пізніших творах літератури та мистецтв; Ніоба — уособлення горя та страждання. У європейському живописі мотиви міфа про Н. відбито в творах Дж. Романо, Дж. Б. Россі, Я. Тінторетто й ін. В українській літературі образ Н. використали Леся Українка, Ольга Кобилянська та ін.

## Образ Ніоби в літературі і мистецтві

### Неоміфологізація образу Ніоби в  українській літературі XX ст.[26]
В українській літературі до трансформації міфу про Ніобу  й  неоміфологізації  цього образу майже одночасно звернулися Леся Українка (поезія «Ніобея»,  1902),  О.Кобилянська  (повість  «Ніоба»,1904),  письменники  – молодомузівці  (П. Карманський  – «Інтродукція»,  «Ждала,  молилася...»,С. Чарнецький  – «На  виставці»), М. Левицький («Ніоба»,1914). У  цих творах античний міф не лише розкриває зміст подій історії й сучасності, але й сам пояснюється ними. У  співвіднесені  міфу, історії  та  сучасності письменники  прагнуть  до  синтетичного  відчуття часу.  Соціально-актуальний  пласт  творів  Лесі Українки й О.  Кобилянської  про Ніобу виявляється в тому, що для обох письменниць у неоміфологізації  цього  образу  певною  мірою  послужили прототипи.  Не  виключено,  що  Лесі  було  відомо, що  її  мати,  Олена Пчілка, інтерпретувала  цей  античний  міф,  співвідносячи  його  з  життям  своєї родини: «Так, я настояща Ніобея. Котре доростає – погибає.  З  Ніобеєю тільки  діло було  краще,  бо її діти покоченіли на смерть і вона сама закоченіла, нічого  не  почуває.  А  з  нами  іначе» О. Кобилянська теж була знайома безпосередньо з прототипами  цього  твору  – Розою Топольницькою,  її братом  і сестрами,  а  також  матір‘ю  (уродженою Урицькою). В автобіографії письменниці «Про себе  саму» зазначено: «Та описана мною «Ніоба» існувала справді, і всі її діти  були нещасливі і спонукали  мене написати ту новелу. «Ніобу» знала моя мати особисто, а кількох з її дітей я також. Сьогодні вони всі уже мертві, за винятком одної  дитини, в котрої я все перебуваю в Відні, коли мене туди доля заносить.  У  їх  жилах  плила  українсько-німецька кров… і та послідня дитина оповіла всю «Ніобу», котру,  обробивши,  я поставила на наш ґрунт» Ніоба як всеоб‘єднувальний міфологічний код, символ  матері-страдниці  проходить  через  твори обох письменниць, про  це  свідчить  їх  назва.  Леся Українка,  всупереч  міфу,  називає  свою  Ніобею дочкою  Прометея.  Саме  тип  поведінки  героя титана  для  її  персонажів  є  критерієм  морально етичного вибору свого життєвого шляху: … і хоч у горе закована, все ж я  дочка Прометея – і милосердя  для  себе  не  буду я  в тебе  благати. Хоч  би й хтіла  тепер  ти  мені  милосердя  подати, вже  б  не змогла, бо скінчилася влада твоя надо мноюю У лейтмотивному образі Прометея в поезії синтезується  чоловічий  і  жіночий  первні,  діалектика світла й вогню, загадка про свободу й безсмертя. І синтез  відбувається так,  що жіноче  не просвічує, втілює  не  власне  жіноче,  а  титанічне.
Ця  поезія Лесі  Українки  побудована  як  сповідь  матері-страдниці, як трагічний зойк живої магічної статуї. Гнів  Ніоби,  викликаний  загибеллю  своїх  дітей, знімає мотив гордині, хвастощів, властивий античному міфу. Для  творів  обох  письменниць  характерне накладання  на  античний міф християнської  міфології.  На  відміну  від  Лесі  Українки, О. Кобилянська не вводить  у повість міфічних образів,  її  твір пронизує  сумне почуття  дисгармонії між мерзотністю буденного  життя й незбагненністю справжньої краси й людяності. «Горем  похилена  мати»  – образ  із  повісті О. Кобилянської,  що  викликає  асоціації  варіанту сюжету  страждань  богоматері  Марії  перед  хрестом. Лейтмотив твору – несення кожною людиною свого життєвого  хреста,  що  знаходить конкретно особистісне  втілення в  образі  матері,  її  дітей,  інших  персонажів.  Так,  художник-чужинець,  душа якого  поріднилася  з  артистичною  душею  найменшої доньки Яхновичів Зонею,  говорить  їй  про це:  «Моя  жрекине!...  Ти  моя  прекрасна  й  чиста жрекине!... Я відчуваю вповні твої  муки, але знай, не лише ти одна несеш хрест, його носить кожен у житті. І коли  ти думаєш, що цей  або той щасливіший  від  тебе, то  знай,  що  саме  він найнужденніший…»
Як і Леся Українка, О.Кобилянська синтезує античну міфологію через символізацію вічного образу з християнською, переосмислюючи її. Якщо в основному християнському міфі серце матері розірване Голгофою її єдиного сина, то героїня О.Кобилянської переживає загибель своїх дванадцяти дітей, що сугестивно співвідноситься з міфом про супутників і учнів Ісуса Христа. Леся Українка високо оцінила повість своєї посестри по перу у листі до неї: «О ти, моя жрице краси й чистоти», цим самим указуючи на деякі автобіографічні риси, що споріднювали авторку повісті з образом найменшої дочки Яхновичів –Зоні. Але, як слушно зауважує Н. Томащук, «в образі Зоні письменниця, безсумнівно, втілила чимало своїх думок про етичний ідеал людини, але ототожнювати ідейну суть цього полемічного образу з поглядами письменниці «на нову людину», ясна річ, не можна». Своєю жертовністю, відданістю дітям, болем за їхню долю («Її біль бував червоний, як кров, і жодна людська душа не хотіла її в тім пощадити і зрозуміти»), тобто прометеївськими рисами, мати Ніоба О. Кобилянської типологічно споріднена з Ніобеєю Лесі Українки.
У міфологічній образності молодомузівців символічний образ Ніоби посідає своєрідне місце. У поезії «Інтродукція», що є вступом до збірки П. Карманського «Al fresco» (1917), образ Ніоби ототожнюється з Україною. Ліричний герой, переборюючи смуток, «мару-зневіру», оптимістично стверджує:
Ми вже не ті, щоби носить габу жалоби:

Ми вже, славить богів, діждались карнавалу.

Плетемо вже вінок новому ідеалу

Ми здерли чорний стрій з України – Ніоби
Поет поєднує образи різних культурно-історичних художніх систем: карнавальність народного театру, образи античної й національної міфології, які у своїй єдності виражають своєрідну модель світобачення й світовідчуття митця.
У  поезії  «Ніобея»  Леся  Українка  створює  міф про  статую-мовця,  що  уособлює  синтез  пластичності  й  акустичної  спрямованості  античної культури,  що  підкреслює подолання міфологічної позачасової  свідомості,  охоплення  нею  світу  в синхронній і діахронній цілісності. Статуя  ототожнюється  з  живою  істотою через заперечення її безжиттєвої субстанції: «Ось я стою мармурова,  в  камінних  кайданах...» «Або вже б серце розбилось, і я б, як людина, сконала, та  не стояла страшною потворою,  каменем в тузі».  Внутрішній  рух  статуї є  ніби відхиленням від норми, бо життя людське є могутнім  проявом  космічної  діяльності,  а  спокій,  що уособлює статуя, – заперечення цього життя. Геній Лесі Українки створює образ статуї, яка припускає активність,  рух,  і  водночас  нерухома,  таким  чином, вона є  втіленням  творчого спокою. Зовнішня нерухомість  накладається  на реальний час й усвідомлюється  як  вічність.  Статуя-мовець  – це об‘єднання двох протилежних семантичних  полюсів – спокою й руху, що є одним із основних мотивів та символів у  творчості письменниці. У міфологізації  статуї  Леся  Українка,  залишаючись  вірною античній  традиції,  не  сприймає традиції православної, яка засуджувала мистецтво скульптури, не  допускала  його  в  храми,  розуміючи  його  як диявольську  силу, що  несе руйнацію.  А в  античному світі міф  про Пігмаліона прославляє скульптора, що створив прекрасну статую Галатеї, в яку боги вдихнули життя.
Міфологема сліз – одна з домінантних у поезії Лесі Українки, вона передає материнське почуття з наростаючою силою, кульмінація якої звучить в останньому твердженні «Ніобеї»: «Мертва бо я і тепер, а тільки живі мої сльози»  Цей образ перетворюється в образ вічності, адже він знайде своє вираження в гірських джерелах, морських хвилях, коли скеля-Ніоба буде знищена вихором або землетрусом. Характеристикою сліз за допомогою епітетів «палющії, живії» досягається життєствердження, що є невід‘ємною гранню образного мислення письменниці, одним із витоків якого є обізнаність із різними міфологічними й філософськими системами. Леся Українка в інтерпретації сліз як уособлення вічності, безсмертя спирається на культове ставлення до води, що відбиває загальносвітові людські вірування в магічну її силу як прародительки всього живого. Стихія води – сліз, як і інші стихії, є водночас уособленням життя й смерті, концептом початку й кінця. Союз води й землі передано поеткою в експресивних візуальних замальовках – самохарактеристиках Ніоби: «… якби часом ті сльози спинились в камінних очах …», «… і гарячая кров поборола б холодний сей мармур»
Отже, кожен із письменників, використовуючи, переосмислюючи  й  неоміфологізуючи  античний образ Ніоби, поєднували міфічне й реальне, соціально-актуальний  пласт  зображення дійсності й  символічно-універсальний.  Українська  література,  в  особі  видатних  їх  представників, вписала  оригінальну  сторінку  в  систему  формування  нових  принципів відтворення  художньої картини світу першої половини XX ст., які  визначалися  міфологічними  моделями  й  структурами, що ставали «універсальним ключем»  для розгадання глибинної сутності всього, що відбувалося в історії сучасної дійсності й мистецтва.

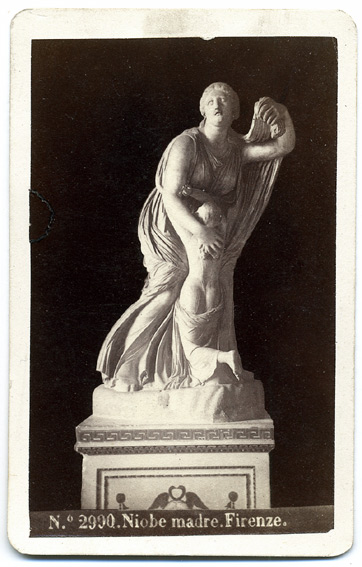
Зображення елліністичної скульптури в галереї Уффіці у Флоренції «Ніоба, матір».

### Образ
Тема Ніоби та знищення ніобідів була частиною творів мистецтв аттичних вазописців  та надихала групи скульпторів, майстрів настінних  фресок та різьбярів на зображення цієї теми на римських саркофагах.Групу мармурових Ніобідів, у тому числі одну з Ніобою, що приховувала одна з її дочок, знайдено в Римі в 1583 і вивезено до галереї Уффіці у Флоренції ,(Галерея Уффіці)де залишаються  деякі з найвизначніших скульптур, що збереглися в античній класиці.
У живописі Ніобе малювали поренесансові художники. Це- «Смерть дітей Ніоби» Авраама Блумерта, яка була написана в 1591 році до початку голландського Золотого століття. Англійський художник Річард Вілсон здобув велику оцінку за «Знищення дітей Ніоби», написаного у 1760 році. Три видатні твори, що датуються 1770-х рокам: «Аполлон та Діана, що атакують Ніобу та її дітей» Анікета-Чарльза-Габріеля Лімонньє, «Діти  Ніоби, вбиті Аполлоном та Діаною» П'єра-Шарля Джомберта та «Діана й Аполлон пронизують стрілами  дітей  Ніоби» Жака-Луї Давіда. Ці картини належать до традиції французького бароко та класицизму.У класичній музиці італійський композитор Агостіно Стеффані (1654 - 1728) присвятив  міфу оперу "Ніобе, королева Саби". У сучасній музиці: Карібу назвав останній трек свого альбому «Андорра» 2007 року "Niobe". Мармурова статуя Ніоби - головний жіночий персонаж у тривалому фарсі «Ніоба» 1892 року Гаррі Полтона.

### Аполлон і Артеміда вбивають дітей Ніоби
Боги ніколи не пробачали людського зухвальства. Гірка доля спіткала дружину царя Фів Ніобу, яка безсоромно вихвалялася своєю плодовитістю, протиставляючи себе богині Лето, у котрої було лише двійко дітей (Аполлон та Артеміда). Близнюки Лето жорстоко помстилися кривдниці своєї матері. Аполлон застрілив із лука усіх сімох синів Ніоби, а Артеміда – знищила усіх сімох дочок цієї нахабної смертної.  Не залишився осторонь і Зевс, який  перетворив Ніобу в скелю, що вічно «плаче». Жахлива доля дітей Ніоби послугував сюжетом для розпису цього кратера, композиція якого розгортається в обрамленні двох стрічок орнаменту з лотосів і пальметт. Ім'я художника цієї сцени невідомо, тому вчені дали йому відповідний псевдонім: Майстер Ніобід.

Червонофігурний кратер. Аттика.Майстер Ніобід. Глина. Бл. 450 р. до н. е. Висота 55 см. Париж, Лувр.

Оголений Аполлон спрямовується вправо. В наступний момент він спустить з натягнутої тятиви стрілу, що не пролетить повз ціль. У його волоссі - лавровий вінок з присвяченого йому лавра. Його сагайдак висить через плече, а через ліву руку перекинутий його плащ. Позаду нього стоїть Артеміда, одягнена в хітон в дрібну складку. Вона тільки витягує стрілу з сагайдака. Попереду, позаду і нижче фігур божественних близнюків - діти Ниоби рятуються втечею або лежать вже мертві на землі. Жахливі події відбуваються надворі, що позначено схематично зображеним деревом біля Аполлона, а також формою землі, яку можна помітити тільки по тому, як лежать двоє вбитих дітей. Художник компенсував відсутність центральної перспективи прийомом вертикальної перспективи. Тут вперше в грецькому вазописі Майстер Ніобід застосував цей композиційний принцип, і тому він справедливо вважається одним з найбільш значних майстрів ранньої класичної епохи. Однак є й інша причина, чому цей кратер настільки важливий для історії грецького мистецтва. Ця вертикальна перспектива є композиційним прийомом, характерним для одного з найбільш знаменитих античних майстрів монументального живопису того часу - Полігнота з острова Фасоса, який творив десь між 480 і 440 роками до н. е. Його картини на великих дерев'яних панелях, а також фрески в громадських будівлях Афін, Дельф та інших міст були знамениті навіть в римський час. У своєму детальному описі дельфійских картин зі сценами руйнування Трої і Підземного царства, мандрівник-письменник Павсаній виділяє також і цю особливість: фігури були розташовані не поруч одна з одною, подібно фризу, як їх зображали в монументальному живописі до цього, вони були зібрані в групи або частково приховані лініями землі. Тим самим постановка в одну лінію була відкинута. Це практично унеможливлює сумніви щодо того, що Майстер Ніобід створив свою композицію під впливом цього революційного нововведення в живописі. На жаль, ця робота дає лише туманне уявлення про знаменитий живопис тих років, з якого, за кількома винятками, ми знаємо лише імена художників і сюжети картин. Ми вже ніколи не зможемо насолодитися багатобарвністю картин Полігнота, не кажучи вже про його славетних зображень людських фігур.

### Образ Ніоби в живописі
Легенда про Ніобу набула великої популярності за часів Античності у багатьох видах образотворчого мистецтва, а саме у живописі.
Анонімний античний вазописець Майстер Ніобід, який жив у 2пол. V ст. до н. е. Прізвище він отримав завдяки його найкращій роботі - розпису вази про вбивство дітей Ніоби. Антична ваза-кратер була створена прибл. у 460-450 рр. до н. е. Живописець дотримувався вершини строгого стилю ранньої класики. Розпис наділений чіткістю та зрозумілістю змісту, не зважаючи на велику кількість персонажів. Очевидно він черпав натхнення, милуючись фресками розписаними в Афінах і Дельфах. На одній стороні кратера змальована жорстока сцена вбивства Аполлоном і Артемідою дітей Ніоби. За легендою, зухвала Ніоба зневажала Лето, за що і поплатилася життям коханого чоловіка, царя Амфіона та всіх дітей.
На даний час антична ваза-кратер зберігається у французькому музеї, Луврі.
https://www.beazley.ox.ac.uk/images/pottery/painters/keypieces/tiverios/27-p168-medium.jpg

### В образотворчому мистецтві
Доля Ніоби та її дітей була однією з улюблених тем античного мистецтва. Наприклад, у галереї Уффіці у Флоренції знаходиться відомий гурт Ніобіда; у Ватикані - «Дочка Ніоби, яка тікає»; в Дрездені та Мюнхені - дві фігури убитих синів. Частини групи, що зберігаються в Уффіці, зображують Ніобу з притуленою до неї дочкою, шість синів, трьох дочок і педагога. Вся ж група складалася, цілком ймовірно, з 16 фігур: 8 чоловічих і 8 жіночих. Історики мистецтва ще не прийшли до остаточного висновку щодо того, кому з грецьких скульпторів належав оригінал, повторенням якого є фігури Ніобіда, які дійшли до нас - Праксітелю чи Скопасу.
В Ермітажі знаходиться фриз, на якому зображені Ніоба та ніобіди, а також барельєф «Загибель Ніобід».

### В музиці
Композитор у стилі бароко Агостіна Стеффані у 1688 році в Мюнхені вперше показав світові оперу під назвою «Ніоба, цариця фіванська». За цим сюжетом також написана опера Адріана Хельцького «Гібрис/Ніоба» у 2008 році. А композитор Бенджамін Бріттен присвятив Ніобі одну з шести метаморфоз Овідія, а саме третю.

## Ніобіди
У грецькій міфології Ніобіди були синами, які були у Ніоби з Амфіоном. У міфі говориться, що Ніоба висміювала Лето, тому що у неї було лише дві дитини: Артеміда і Аполлон, в той час як у неї їх було багато (від дванадцяти до двадцяти, відповідно до різних джерел). Щоб покарати її, Аполлон і Артеміда вбили майже всіх дітей Ніоби, залишивши в живих тільки двох з них. Аполлон убив хлопчиків, поки вони займалися легкою атлетикою, залишивши в живих тільки Амікласа. Артеміда же в свою чергу вбила дочок, залишивши в живих лише Мелібею (також відому як Клоріс).
У класичних авторів існують розбіжності в кількості дітей, які мали Ніоба: Гомер дає дванадцять, Хесод двадцять, Геродот п'ять, псевдо-Аполодор шістнадцять і Евріпід чотирнадцять, що є найбільш прийнятною версією. Вважається, що  половина дітей - чоловіки, а інша  - жінки.

## Різновиди кінцівки міфу про Ніобу.
Приголомшений загибеллю дітей, Амфіон наклав на себе руки, а сама Ніоба скам’яніла від горя і у вічній тузі проливала сльози про загибле потомство (Гомер, «Іліада»). Така версія цього міфу у Гомера. Існувала версія міфу, згідно якої Артеміда зглянулася над самою молодшою донькою Ніоби, а також варіант, за яким у живих залишився молодший син (Аполлодор; Павсаній).

## Притчовий характер повісті О. Кобилянської «Ніоба»
Ольга Кобилянська зверталася у своїй творчості до нових засад поетики. У творах письменниці відбувалися процеси жанрових взаємопроникнень (новела, повість  — у баладу, казку, притчу). Отже, актуальним є інтерпретація її повісті «Ніоба» у світлі притчових параметрів, а мета статті — здійснити жанровий аналіз твору. Завдання: виявити притчові ознаки повісті «Ніоба»; здійснити формо-змістовий аналіз твору; дослідити його проблематику.
Повість, на думку літературознавців, бере свій початок у жанрі чарівної казки та притчі.
Аналізуючи у світлі сказаного твір «Ніоба», можна дійти висновку, що повість має виразний притчовий характер. Прагнення О.  Кобилянської осягнути буття людини у всій повноті спричинило появу такої властивості її повісті, як притчевість. Це знайшло свій відбиток у сюжеті, моделюванні героїв-типів, композиції.
Завдяки притчевості у повісті створюється ефект двоплановості: співіснують план зображення та глибокий ідейний концептуальний підтекст, який висвітлює авторське бачення щодо порушеної у творі проблеми. Відомо, що для написання «Ніоби» О. Кобилянська використала реальні життєві факти. Конкретний матеріал автор осмислює в контексті проблем вселюдського значення, прагнучи зрозуміти, що було причиною нещасливої долі всієї родини Яхновичів.
Структура повісті являє собою систему паралельних ліній  — історій життя кожного з персонажів. Сюжету «Ніоби» властива фрагментарність. Головна героїня твору А.  Яхнович розповідає про долю членів своєї сім’ї так, що ця оповідь набуває вигляду окремих історій персонажів. Кожна життєва історія ілюструє конкретну лінію поведінки, а ситуація вибору, в якій опиняються всі без винятку діти сім’ї Яхновичів, розкриває їх морально-етичну позицію та світоглядні принципи, і змушує читача зробити певні висновки.
Основна проблема повісті — це «відхід» дітей від батьківського життєвого досвіду, усталених морально-етичних традицій, своєрідний протест проти наперед визначеного життєвого устрою. У «Ніобі» батьки Яхновичі — утілення патріархальних життєвих принципів. Вони — побожні, чесні люди, які «знали в житті лиш одну церков, одну дорогу, одну ціль… знали «так» або «не так» і так проживали, доки господь позволив» (виділення наше — О.К.) [3, 264]. До традиційних життєвих цінностей, які вони вважали непорушними та надійно випробуваними власним досвідом, вони схиляли й своїх дітей. Проте, як зауважує Осип, попри всі намагання батьків, кожен обрав свій шлях у житті.
Причина порушення усталеного патріархального порядку в кожного з дітей великої родини своя, але наслідок один  — скалічене життя. Нещастя тягне за собою порушення родового закону (Осип); нехтування людською природою заради ідеї, яка нівелює любов до життя (Василь); слабкість волі й сила пристрасті (Андрій); улаштування особистого щастя на знедоленні ближнього (чоловік Марії); ігнорування реального життя та визнання тільки ідеального (Зоня). Усе це стало причиною трагедії талановитих від природи дітей Яхновичів.
Герої повісті «Ніоба», як і образи притчі,  — сформовані типи, що постають суб’єктами морально-етичного вибору. Життєвий вибір, як зазначено вище, зробили всі герої повісті. Виняток не становить і наймолодша донька Зоня. Її історія виступає антипаралеллю до образу Олени Ляуфлер із повісті «Людина». Олена мріяла про духовне життя і не замислювалась над тим, що ідеали не завжди можуть перетворюватися на життєву реальність. Проте скрутне матеріальне становище сім’ї Ляуфлерів змушує Олену змінити життєві принципи. У «Ніобі» героїня в іншій ситуації. Волею випадку Зоня потрапляє в родину заможних свояків і має можливість усебічно розвиватися. Надійно захищена від усіх негараздів життя щирою опікою свого дядька дівчина вивчає іноземні мови, пізнає європейську літературу тощо. Як і сама О.  Кобилянська, Зоня любить самоту, що дає їй можливість заглибитись у свій внутрішній світ, вирішити екзистенційне питання: хто я є насправді? Через те, можливо, у фіналі героїня «Ніоби» робить вибір на користь краси та мистецтва. Дівчина розриває заручини з майбутнім богословом Олексою, бо буденність дала б про себе знати у їхньому житті. Якщо б у повісті «Ніоба» Зоня потрапила в умови, у яких опинилася Олена Ляуфлер, то, мабуть, фінал був би такий, як і в «Людині», бо героїня любить своїх рідних і навряд чи залишилась би байдужою до їхніх страждань. Доля Олени, з точки зору патріархального світогляду її родичів,  — щаслива (дівчина одружилася із заможним лісничим). Доля Зоні також складається зовні добре. Але у першому і у другому випадку на героїнь чекає безрадісне життя. Причиною трагедії є невміння героїв віднайти гармонію як основу людського існування.
Як зазначає Ю. Клим’юк, притчевість, є одним із видів художнього узагальнення. Вона має зв’язок із міфологізмом у літературі [2, 446]. Це спричиняє безпосереднє звернення до поетики притчі, виступає як закономірність міфологізації художнього твору. Повість відсилає нас до грецького міфу про Ніобу, що була дружиною Амфіона і мала дванадцятеро дітей, які загинули. Її чоловік, вражений загибеллю дітей, покінчив життя самогубством, а сама Ніоба скам’яніла від горя [5, 401]. Причиною нещастя є зухвалість матері, яка наважилася вихваляти своїх дітей, зневаживши цим богиню Лето, яка мала тільки двох дітей: Артеміду й Аполона, які жорстоко помстилися за образу матері й в один день стрілами знищили всіх дітей Ніоби. У  межах міфу до трагедії спричинилася Ніоба, яка спровокувала небожителів до помсти. Можливо, Анна Яхнович також неусвідомлено спричинилася до трагедії власних дітей, постійно наголошуючи на їх винятковості. Л.  Ніковський, який теж звернув увагу на це, зауважив, що особливою винятковістю діти справді не відзначалися. Материнська ілюзія послугувала причиною великих сподівань, які, можливо, насправді не могли здійснитися. З  одного боку, традиційна атмосфера сім’ї для дітей великої родини виявилася несприятливою для наслідування: діти всі як один своїм життєвим вибором заперечують її, з іншого  — бажаний власний вибір виявився нежиттєздатним. Вочевидь, істина — у пошуку гармонії між традицією та новацією, матеріальним і духовним, земним і небесним. Отже, ретельний аналіз тексту «Ніоба» можливо здійснити, залучивши художній досвід притчі, власне, притчевість, як якість художньої структури повісті, яка виступає характеристикою ідейно-змістового наповнення твору.  http://www.irbis-nbuv.gov.ua/cgi-bin/irbis_nbuv/cgiirbis_64.exe?C21COM=2&I21DBN=UJRN&P21DBN=UJRN&IMAGE_FILE_DOWNLOAD=1&Image_file_name=PDF/Litpro_2015_5_6.pdf
1. 1 2  Любкер Ф. Niobe // Реальный словарь классических древностей по Любкеру / под ред. Ф. Ф. Зелинский, А. И. Георгиевский, М. С. Куторга и др. — СПб: Общество классической филологии и педагогики, 1885. — С. 921–923.
2. 1 2  Любкер Ф. Tantalus // Реальный словарь классических древностей по Любкеру / под ред. Ф. Ф. Зелинский, А. И. Георгиевский, М. С. Куторга и др. — СПб: Общество классической филологии и педагогики, 1885. — С. 1342.
3. 1 2  Гигин. Мифы 9
4. ↑  Примечания В. Н. Ярхо в кн. Софокл. Драмы. М., 1990. С.560
5. ↑  Pausanias. (2009). Pausanias's Description of Greece : in six volumes. Montana: Kessinger. ISBN 978-1-4286-4915-6. OCLC 630608003.
6. ↑  Сапфо, фр.142 Лобель-Пейдж
7. ↑  Диодор Сицилийский. Историческая библиотека IV 74, 3; Ювенал. Сатиры VI 177
8. ↑  Дион. Троянская речь 9
9. ↑  Еврипид. Кресфонт, фр.455 Наук; Антипатр Сидонский. Эпиграмма 70 Пейдж; Сенека. Медея 955
10. ↑  Гесиод. Перечень женщин, фр.183 М.-У.; Элиан. Пёстрые рассказы XII 36
11. ↑  Гомер. Илиада XXIV 604; Феодорид. Эпиграмма 18 Пейдж; Проперций. Элегии II 20, 8
12. ↑  Схолии к Еврипиду. Финикиянки 159 // Комментарий Д. О. Торшилова в кн. Гигин. Мифы. СПб, 2000. С.20
13. 1 2 3  Элиан. Пёстрые рассказы XII 36
14. ↑  Авл Геллій. Аттические ночи XX 70 // Комментарий Д. О. Торшилова в кн. Гигин. Мифы. СПб, 2000. С.20
15. ↑  Вакхилид, фр.20d Бласс
16. ↑  Илиада", XXIV, 602–617
17. ↑  Псевдо-Аполлодор. Мифологическая библиотека III 5, 6
18. ↑  Гомер. Илиада XXIV 602; Софокл. Антигона 823–833
19. ↑  «Метаморфозы», VI, 146–312
20. ↑  Павсаний. Описание Эллады IX 16, 7; 17, 2
21. ↑  Палефат. О невероятном 8
22. ↑  Аристофан. Лягушки 912–920: «трагическая кукла»
23. ↑  Антігона — Софокл, повний текст твору. www.ukrlib.com.ua. Процитовано 19 березня 2020.
24. ↑  Brown, A. D. Fitton (1954/12). Niobe. The Classical Quarterly (англ.). Т. 4, № 3-4. с. 175—180. doi:10.1017/S0009838800008077. ISSN 1471-6844. Процитовано 19 березня 2020.
25. ↑  Вільям Шекспір. Гамлет, принц данський. www.ae-lib.org.ua. Архів оригіналу за 26 вересня 2015. Процитовано 19 березня 2020.
26. ↑  https://www.researchgate.net/publication/335699826_NEOMIFOLOGIZACIA_OBRAZU_NIOBI_V_UKRAINSKIJ_I_POLSKIJ_LITERATURI_HH_st

25.https://en.m.wikipedia.org/wiki/Niobe#/media/File%3ASommer%2C_Giorgio_(1834-1914)_-_n._2990_-_Niobe_madre_-_Firenze.jpg
26.https://uk.m.wikipedia.org/wiki/Галерея_Уффіці
27. http://www.christusimperat.org/uk/node/36986
28.https://books.google.com.ua/books?id=vafSAAAAQBAJ&pg=PA403&lpg=PA403&dq=ваза-кратер+ніобід&source=bl&ots=33gqbu2epz&sig=ACfU3U30BAt1bbk8RO31TpzrfLZwL-6TuQ&hl=uk&sa=X&ved=2ahUKEwjCko7t88HoAhWxtYsKHb7LCxcQ6AEwEHoECAkQAQ#v=onepage&q=ваза-кратер%20ніобід&f=false
29.https://www.beazley.ox.ac.uk/images/pottery/painters/keypieces/tiverios/27-p168-medium.jpg